# I. Adorján pápa
I. Adorján vagy Hadrián (latinul: Hadrianus), (712, Róma – 795. december 25., Róma) az egyház történelmében 96.-ként léphetett a pápai trónra 772. február 1-jén. Huszonhárom éven, tíz hónapon és huszonöt napon keresztül ő vitte a keresztény egyház ügyeit. Egyike a leghosszabb pontifikátust megélő egyházfőknek. Hosszú uralma alatt átrajzolódott Itália térképe, de az öreg kontinens is ekkor kezdte kialakítani mai arculatát. Uralkodásának évei alatt jelentős folyamatok mentek végbe, amelyek a későbbi korok egyházfői mozgásterét is meghatározták. Adorján hívta össze a hetedik egyetemes zsinatot.

## Élete
Rómában született a nemesi Colonna család sarjaként. Apját Theodornak nevezték. A Lateráni bazilika klerikusaként szolgálta az egyház és Isten akaratát. Higgadt természete, jó politikai érzéke, erős vallásossága és hatalmas tudása miatt 772. február 1-jén ellenvélemény nélkül választották meg Szent Péter egyházának vezetésére, és ugyanazon a napon fel is szentelték.
A pápaság történetének egyik legnehezebb szakaszához érkezett Adorján pontifikátusának kezdetén. A klérust hitszegők és a lombard udvar szövetségesei szőtték át. Desiderius király csak a megfelelő pillanatra várt, hogy elsöpörje Itália összes többi hatalmát, és az egész félszigetet uralma alá hajtsa. A pápa első intézkedése volt felülbírálni kancellárja, Afiarta Pál minden döntését. A kancellár köztudottan Desiderius legfőbb szövetségese volt. Adorjánnak több papot és egyházi személyt kellett kiszabadítania a börtönből, és sokakat hívott vissza száműzetésből. Amikor egy alkalommal magas rangú papot talált az egyik római börtönben, Adorján úgy döntött, hogy letartóztattatja kancellárját. Pál éppen a lombard királyi udvarban vendégeskedett, és azzal a paranccsal tért vissza az örök városba, hogy ha kell, láncra verve vigye az új pápát Desiderius színe elé. De amikor Pál a városba érkezett, azonnal elfogták Adorján hívei.
Ezzel az egyházfő még jobban feldühítette a lombard uralkodót, akinek uralkodása során a legalkalmasabb pillanat ekkor érkezett el, hogy megtámadja Rómát. A pápaság élén egy újonnan megválasztott, még nem eléggé gyakorlatias pápa áll, Konstantinápolyban trónviszályok kötik le a figyelmet, és ami sokkal fontosabb, az új frank uralkodó, Nagy Károly a szászok elleni háborúval van elfoglalva. Tehát egész Itália tulajdonképpen védtelen. Desiderius leginkább északi szomszédaitól, a frankoktól tartott, azonban a lombardok őrizték az Alpok hágóit, és ráadásul a lombard fővárosba, Paviába menekült Gerperga gyermekeivel. Gerperga, Károly bátyjának, Karlmann-nak volt a felesége. Miután a fiatalabbik testvér meghalt, mindkét trónt Károly foglalta el, és birtokba vette öccse földjeit is. A hatalmától megfosztott királyné fiaival Lombardiába menekült. Desiderius kezében tehát ott volt az a fegyver, amellyel egész Frankföldet fel tudta forgatni. Hiszen ha a pápát valahogy rákényszeríti, hogy kenje fel Gerberga királyné idősebbik fiát a frankok királyának, akkor Károly uralma összeomlik.
Adorján azonban talpraesett uralkodónak bizonyult, hiszen felszentelése után azonnal nekilátott megerősíteni Róma erődjeit és falait, valamint szervezni kezdte a Római Hercegség és a környező vidékek katonaságát. 772-ben Desiderius seregei élén az örök város felé nyomult. Rabolva, fosztogatva közeledett a pápai székhely felé, és Adorjánt csak az a béke mentette meg, amelyet Károly a szászokkal kötött . Károly 773-ban hatalmas sereggel tört át az Alpok vonulatain, elfoglalta Veronát, ahol Gerperga és gyermekei akkor rejtőztek, majd az ország fővárosa, Pavia felé vonult. Desiderius azonnal visszavonult székvárosába. Az ostrom több mint egy éven át tartott. 774 tavaszán Károly Rómába utazott, hogy ott ünnepelje a húsvétot, míg seregei ostromolnak. Az uralkodó Nagyszombaton érkezett meg a városba, ahol Adorján kitörő tisztelettel fogadta. Az elkövetkezendő három nap a vallásos ünneppel telt. Károly több misén is részt vett, majd szerdán állami ügyekben ült le a két uralkodó. Ennek eredményeként született meg a Nagy Károly adományaként ismert dokumentum, amely a pápai állam alkotmányaként volt érvényben majdnem tizenegy évszázadon keresztül. 774 júniusában Pavia elbukott. Károly a frankföldi Corbie városába száműzte Desideriust, és véget vetett a lombard királyságnak. Adorján Itália majdnem kétharmadának ura lett. Az Alpoktól egészen Benevento hercegségéig uralhatta a félszigetet. Ugyan névlegesen a pápa fennhatósága alá tartozott a terület, mégis csak kicsi része volt az egyházfő közvetlen befolyása és hatalma alatt, viszont ezzel a katolikus egyház világi politikai hatalmat nyert.
Adorján figyelmét ugyan főleg a nyugati események kötötték le, mégsem feledkezett meg a keleti egyházak ügyeiről. Folyamatos kapcsolatban volt a görög császárokkal. 775-ben meghalt V. Kónsztantinosz, aki támogatta a képrombolást, és több egyházi birtokot is elkobzott, valamint száműzte birodalmából a szerzetesrendek nagy részét. A trónon fia, IV. León követte. Ragaszkodott apja rendeleteihez, és Adorján hiába próbálta győzködni azok eltörléséről. Mindössze öt évig uralkodhatott, és 780-as halála után VI. Kónsztantinosz került a császári méltóságba, aki helyett édesanyja, Eiréné császárnő uralkodott, akivel jó kapcsolatot épített ki az egyházfő. Ennek köszönhetően lassan a császár is megegyezett Adorjánnal a képrombolás elítélésében. Már 786-ban megegyeztek a pápai követek és az udvari hivatalnokok a hetedik egyetemes zsinat összehívásába. A zsinat részvevői először 786-ban, a konstantinápolyi Apostolok templomába gyűltek össze. De a császári fővárosban sokan nem akarták elfogadni a képrombolás eltörlését. Így katonák törtek be a templomba. A megzavart zsinatot 787. szeptember 24-én hívták össze ismét a távolabbi Nikaiában. Az összegyűlt 350 főpap és püspök elfogadta a zsinat huszonkét kánonját, amelyekben az egyház egységesen elítélte a szenteket, Szűz Máriát vagy Jézust ábrázoló képek elpusztítását. Elrendelte a megsemmisített vallásos jelképek helyreállítását.
A zsinat elfogadtatása a nyugati egyházak körében Adorjánnak nagy energiáját emésztette fel. A félreértést egy politikai indíttatású félrefordítás eredményezte. A pápa hamar szembe került a frank klérussal, és magával Károllyal is. A vitát a Libri Carolini indította el. De a Szentszék és a frankok kapcsolata emiatt nem bomlott fel. A félreértéseket 794-ben a frankfurti zsinaton rendezték.
A politikai és vallási kérdéseken felül Adorján pontifikátusa során sokat foglalkozott a szegényekkel és elesettekkel is, valamint igyekezett növelni a rómaiak jólétét. A lombard háborúk után sokszor osztott gabonát vagy pénzt a rászorulók között. Az örök város régi vízvezetékeinek jó részét is ő újíttatta fel. Hosszú uralkodásának 795. december 26-án lett vége. Jelentős pápaságáról több korabeli forrás is fennmaradt. Így például máig látható a Codex Carolinus, amelyben Adorján és Nagy Károly levelezése őrződött meg. A Szent Péter-bazilikában temették el.

## Művei
- Documenta Catholica Omnia (latin nyelven). (Hozzáférés: 2011. december 6.)